# معركة العلمين الأولى
كانت معركة العلمين الأولى (1-27 يوليو 1942) معركة ضمن حملة الصحراء الغربية في الحرب العالمية الثانية، والتي نشبَت في مصر بين دول المحور (ألمانيا وإيطاليا) وجيش بانزر إفريقيا (والذي ضم الفيلق الإفريقي بقيادة المشير (جنرال فيلد مارشال) إرفين رومل) وقوات الحلفاء (الإمبراطورية البريطانية والكومنولث) (بريطانيا والهند البريطانية وأستراليا وجنوب إفريقيا ونيوزيلندا) من الجيش الثامن (المشير السير كلود أوكنلك).
منع البريطانيون تقدمًا ثانيًا لدول المحور في مصر. كانت مواقع دول المحور قرب العلمين، على بعد 66 ميلًا (106 كيلومترًا) فقط عن الإسكندرية، قريبة إلى حد خطر من موانئ مصر ومدنها، والمنشآت الأساسية لقوات الكومنولث وقناة السويس. مع ذلك، كانت قوات المحور بعيدة عن قاعدتها في طرابلس الليبية بعدًا يمنعها من البقاء في العلمين إلى أجلٍ غير مسمى، ما قاد كلا الطرفين إلى حشد الإمدادات من أجل شن المزيد من الهجمات، في مواجهة قيود الزمن والمسافة.
تحظى المعركة والمواجهة اللاحقة لها والتي تحمل الاسم نفسه بتقدير كبير في بعض الدول التي شاركت فيها. في نيوزيلندا، يرجع هذا إلى مساهمة البلاد الجسيمة في الدفاع عن العلمين، ولا سيما الدور الكبير الذي لعبته كتيبة الماوري. حمل أفراد هذه الكتيبة لقب أبطال حرب منذ ذاك الوقت، مثل الآمر فريدريك بيكر، وجيمس هيناري وإرويرا تي ويتي أو رونغوماي لاف، وقد قُتل آخرهم في المعركة.

## خلفية

### التراجع من عين غزالة
بعد هزيمته في معركة عين الغزالة في شرق ليبيا في يونيو 1942، تراجع الجيش البريطاني الثامن، بقيادة الفريق نيل ريتشي، ناحية الشرق من خط عين الغزالة إلى شمال غرب مصر حتى بلغ مرسى مطروح، ما يقرب 100 ميل (160 كم) داخل الحدود. كان ريتشي قد قرر ألا يقيم الدفاعات على الحدود المصرية، لأن الخطة الدفاعية كانت أن يحافظ المشاة على المواقع المحمية ويبقوا قوة مدرعة قوية خلفهم للتصدي لأي محاولات لاختراق الدفاعات الثابتة أو الالتفاف عليها.
نظرًا لأن الفريق ريتشي لم يكن لديه تقريبًا أي وحدات مدرعة باقية صالحة للقتال، فإن مواقع المشاة ستُهزم بالتفصيل. تضمنت خطة الدفاع عن المرسى احتياطيًا مدرعًا أيضًا، لكن في غيابها اعتقد ريتشي أنه قادر على تنظيم مشاته لتغطية حقول الألغام بين النواحي المحمية لمنع مهندسي المحور من الوصول بدون عائق.
للدفاع عن خط مرسى مطروح، وضع ريتشي فرقة المشاة الهندية العاشرة (في مرسى مطروح نفسها) وفرقة المشاة النورثمبرية الخمسين (على بعد نحو 15 ميلًا (24 كم) باتجاه الساحل عند غراولة) تحت قيادة مقر الفيلق العاشر الواصل حديثًا من سوريا. باتجاه الداخل من الفيلق العاشر كانت القوة الصحراوية الغربية مع فرقة المشاة الهندية الخامسة (بصحبة سرية مشاة واحدة فقط، هي السرية الهندية التاسعة والعشرين، وفوجي مدفعية) حول سيدي حمزة البعيدة نحو 20 ميلًا (32 كم) ناحية الداخل، والفرقة النيوزيلندية الثانية الواصلة حديثًا (تنقصها سرية واحدة، هي السادسة، والتي تُركت خارج القتال في حال أُسرت الفرقة واحتيجت السرية لتكون بمثابة نواة فرقة جديدة) في منقار قايم (على الجرف البعيد 30 ميلًا (48 كم) إلى الداخل) والفرقة المدرعة الأولى في الصحراء المفتوحة إلى الجنوب. استولت الفرقة المدرعة الأولى على الألوية المدرعة الرابعة والثانية والعشرين من الفرقة المدرعة السابعة التي كانت تمتلك في ذلك الوقت ثلاثة أفواج دبابات فقط (كتائب) فيما بينها.

## الخلفية التاريخية
- طوال حملة شمال أفريقيا في الحرب العالمية الثانية كانت جزيرة مالطة (التي كانت تحت السيادة البريطانية) تشكل عائقاً أمام وصول الإمدادات إلى قوات المحور في شمال أفريقيا، إذ يغير منها المغاوير على السفن التي تحمل الإمدادات إلى قوات المحور، ولا تتراجع هجمات أولئك المغاوير إلاّ في حالة القصف الجوي المركز لتلك الجزيرة.
- في نهاية أبريل 1942 (قبل معركة عين الغزالة) عقد مؤتمر في أوبرسالزبورج في مقر قيادة الزعيم الألماني أدولف هتلر المسمى وكر الذئب (و يقع في غابة قرب قرية فورست غورليتز في بروسيا الشرقية وحالياً في بولندا) حضره هتلر شخصياً إضافة إلى الزعيم الإيطالي بينيتو موسوليني، ورئيس الأركان الإيطالي أوغو كافاليرو، وقائد القوات الألمانية في جبهة البحر المتوسط ألبرت كسلرنغ، وقام هتلر بإبلاغهم بأن إرفين رومل (قائد قوات المحور في شمال أفريقيا) سيقوم بالهجوم الجديد في برقة بدون أن يحتل مالطة، على أن يتم احتلالها بعد احتلال طبرق.
- قام كافاليرو بتحديد الخطوط العامة للحملة المرتقبة في عدة نقاط منها:«لايجب أن تستمر العمليات بعد 20 يونيو [1942]، وبحلول ذلك التاريخ يجب سحب الوحدات الجوية والبحرية المساعدة...يجب أن تستأنف العمليات في الخريف»، وهذا الموقف هو تأكيد لموقف سابق له الذي بينه في رسالة لكسلرنغ بتاريخ 3 مارس 1942 إذ قال:«لا يجب أن يكون هناك أي تقدم على الإطلاق بعد الاستيلاء على طبرق».
- بدأ رومل في 26 مايو شن هجومه في برقة الذي عرف باسم معركة عين الغزالة، واجهت قواته صعوبات أثناء المعركة، منها نقص الوقود، كادت أن تفشل هجومه، لكن إصراره وإدارته الجيدة للمعركة مكنه من دحر قوات الجيش الثامن البريطاني، الذي أبقى فرقة من جنوب أفريقيا في طبرق، وتراجع إلى مصر، وربما كان الجميع يتعقد أن حامية طبرق ستصمد إلى يستأنف الجيش الثامن هجومه ويحررها، أو على الأقل تصمد لوقت طويل نوعاً ما.
- لكن طبرق سقطت في يد قوات المحور بعد حصار قصير في 21 يونيو، وقام المشير كسلرنغ بالمجيء جواً إلى أفريقيا لغرض مقابلة رومل وعندما تقابل القائدان احتدم النقاش بينهما، ففي حين كان كسلرنغ مصراً على تطبيق الخطة الأصلية (التوقف بعد احتلال طبرق)، كان رأي رومل وجوب التقدم فوراً قبل أن يعيد البريطانيون تنظيم قواتهم من جديد (ومن ثم الهجوم على ليبيا مرة أخرى)، وكانت وجهة نظر كسلرنغ أن التقدم إلى مصر، مع وجود قاعدة مالطة في يد البريطانيين، لا ينجح إلا بمعاونة سلاح الطيران، ولأن الطيران سينشغل بمعاونة القوات البرية، فلن يستطيع متابعة عملياته ضد مالطة، وبالتالي فإن خطوط إمدادات قوات المحور تصبح مهددة.
- لم يصل القائدان إلى نتيجة، وفي النهاية وضع رومل كل من كسلرنغ، وكافاليرو أمام الأمر الواقع وأمر قواته بالتقدم إلى مصر، وكان هتلر يؤيده في ذلك.

## معركة مرسى مطروح
- في 22 يونيو بدأت قوات رومل التحرك، وفي اليوم التالي كانت قد عبرت الحدود الليبية المصرية.
- في يوم 24 يونيو توقفت قوات المحور لوقت قصير بسبب نقص الوقود، ثم تم استئناف التقدم بعد الاستيلاء على مخزن وقود بريطاني في محطة سكة حديدية، وفي اليوم التالي كان قوات المحور قد وصلت إلى نقطة تقع إلى الغرب من مرسى مطروح بمقدار 30 ميلاً (48 كم).
- كان هدف رومل عندما اقترب من مرسى مطروح أن يقوم بعزل حاميتها بحركة التفافية من الصحراء، لكن القائد البريطاني كلود أوكنلك (قائد القوات البريطانية في الشرق الأوسط) قام بعزل نيل ريتشي (قائد الجيش الثامن منذ نوفمبر 1941، والذي كان يدير العمليات الحربية بشكل مباشر منذ ذلك التاريخ)، وتولى بنفسه قيادة ذلك الجيش، وأصدر أمراً بسحب القوات إلى الشرق، واستطاع بذلك إنقاذ القسم الأكبر من قواته من الوقوع في الأسر.
- في 26 يونيو قام الطيران البريطاني بضرب قول إداري لقوات المحور أدّى إلى نقص الوقود لديها وبالتالي إلى إبطاء تقدمها، ثم وصلت إلى نقطة تبعد 16 ميلاً (25 كم) غرب مطروح. وفي نفس اليوم تم تطويقها.
- من 26 إلى ليلة 28-29 يونيو دارت معركة كبيرة بين ما تبقى من القوات النيوزيلندية والهندية في مرسى مطروح، واستطاع رومل أن يعلن سقوطها يوم 29 يونيو وأنه لا يبعد سوى 125 ميلاً (200 كم) عن الإسكندرية.
- كان سقوط مرسى مطروح انتصاراً كبيراً لرومل، إذ أسر 7،000 جندي، إضافة إلى غنائم كثيرة من التموين والعتاد الحربي.
- في 29 يونيو وصلت قوات المحور إلى نقطة تقع إلى الغرب من الضبعة بستة أميال (10 كم)، وفي اليوم التالي اجتازت الضبعة، وقرر رومل ذلك اليوم أن موقع العلمين (112 كم غرب الإسكندرية، و592 كم شرق طبرق) ستتم مهاجمته في الساعة الثالثة من فجر 1 يوليو 1942.
- كان أوكنلك قد نشر قواته على مدى 40 ميلاً (64 كم) ما بين قرية العلمين على ساحل البحر، وبين منخفض القطارة الذي لا تستطيع المركبات الآلية عبوره، وبالتالي على رومل أن يقهر جميع هذه القوات ليصل إلى الإسكندرية.

## مقدمة

### دفاعات العلمين
العلمين نفسها كانت محطة سكة حديد غير مهمة على الساحل. حوالي 10 ميل (16 كـم) إلى الجنوب توجد سلسلة جبال الرويسات، وهي بروز صخري منخفض أعطى ملاحظة ممتازة لأميال عديدة فوق الصحراء المحيطة؛ 20 ميل (32 كـم) إلى الجنوب كان منخفض القطارة. يمتد الخط الذي اختار البريطانيون للدفاع عنه بين البحر والكساد، مما يعني أن روميل لا يمكنه الالتفاف عليه إلا من خلال اتخاذ منعطف كبير إلى الجنوب وعبور الصحراء الكبرى. أدرك الجيش البريطاني في مصر ذلك قبل الحرب، فبدأ الجيش الثامن ببناء عدة "صناديق" (مواقع محفورة ومحاطة بحقول ألغام وأسلاك شائكة) أكثرها تطورًا حول محطة القطارات في العلمين. كان معظم "الخط" مفتوحًا وصحراء فارغة. قام اللفتنانت جنرال وليام نوري الضابط العام قائد [GOC] الفيلق 30 (المملكة المتحدة) بتنظيم الموقف وبدأ في بناء ثلاثة "صناديق" للدفاع. الأول والأقوى، في العلمين على الساحل، تم ربطه جزئيًا بالأسلاك والتعدين بواسطة الفرقة الأولى لجنوب إفريقيا. صندوق باب القطارة - حوالي 20 ميل (32 كـم) من الساحل و 8 ميل (13 كـم) جنوب غرب سلسلة جبال الرويسات - تم حفرها ولكن لم يتم تسليحها أو تعدينها، بينما كانت في صندوق نقش أبو دويس (على حافة منخفض القطارة)، 34 ميل (55 كـم) من الساحل، لم يتم إنجاز سوى القليل جدًا من العمل.

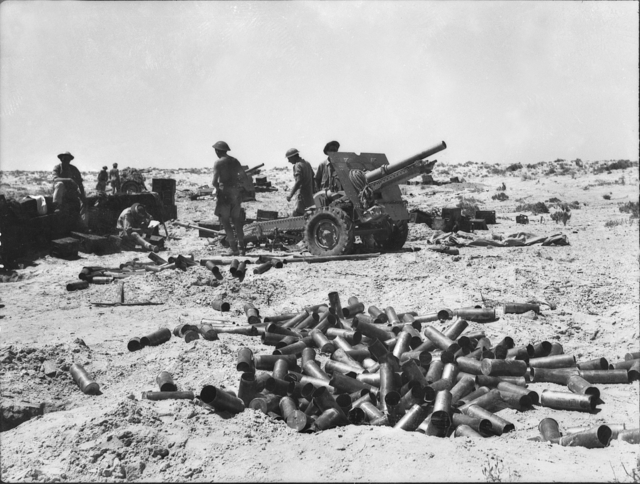
أوردنانس 25 رطل من الفوج الميداني 2/8، المدفعية الملكية الأسترالية في العلمين، 12 يوليو 1942.

كان الموقف البريطاني في مصر يائسًا، فقد تسبب الهزيمة من مرسى مطروح في حالة من الذعر في المقر البريطاني في القاهرة، وهو ما أطلق عليه لاحقًا اسم "الرفرفة". حول ما أطلق عليه اسم "أربعاء الرماد"، في المقر البريطاني ووحدات القيادة الخلفية والسفارة البريطانية، أحرقت الأوراق على عجل تحسبا لسقوط المدينة. شعر أوشينليك - على الرغم من اعتقاده أنه يستطيع إيقاف روميل في العلمين - أنه لا يستطيع تجاهل احتمالية أن يتم التغلب عليه مرة أخرى أو التفوق عليه. للحفاظ على جيشه، يجب وضع خطط لإمكانية تراجع إضافي مع الحفاظ على الروح المعنوية والاحتفاظ بدعم وتعاون المصريين. شيدت مواقع دفاعية غرب الإسكندرية وعلى مداخل القاهرة بينما غمرت المياه مناطق كبيرة في دلتا النيل. كان المحور أيضًا يعتقد أن الاستيلاء على مصر كان وشيكًا. الزعيم الإيطالي بينيتو موسوليني - مستشعرا بذلك لحظة تاريخية - سافر إلى ليبيا للتحضير لدخوله المنتصر إلى القاهرة.
أدى تشتت الفيلق 30 في مرسى مطروح إلى تعطيل خطة أوشينليك لاحتلال دفاعات العلمين. في 29 يونيو، أمر الفيلق 30 - 5 فرق من جنوب أفريقيا، و10 فرق هندية - بأخذ القطاع الساحلي على يمين الجبهة والفيلق الثالث عشر - الفرقة النيوزيلندية الثانية والفرقة الهندية الرابعة - لتكون على اليسار. تم الاحتفاظ بقايا الفرقة المدرعة الأولى والفرقة المدرعة السابعة كاحتياطي متحرك للجيش. كان نيته أن تقوم المواقع الدفاعية الثابتة بتوجيه وتعطيل تقدم العدو بينما تهاجم الوحدات المتنقلة أجنحتها ومؤخرتها.
في 30 يونيو، اقترب روميل بانزرارمي أفريكا من موقع العلمين. كانت قوى المحور منهكة وقوة. دفعهم روميل إلى الأمام بلا رحمة، واثقًا من أنه، شريطة أن يضرب بسرعة قبل أن يتمكن الجيش الثامن من الاستقرار، فإن زخمه سيأخذه عبر موقع العلمين ويمكنه بعد ذلك التقدم إلى النيل مع القليل من المعارضة. ظلت الإمدادات تمثل مشكلة لأن موظفي المحور كانوا يتوقعون في الأصل توقفًا لمدة ستة أسابيع بعد الاستيلاء على طبرق. كانت الوحدات الجوية الألمانية مستنفدة أيضًا ولم تقدم سوى القليل من المساعدة ضد هجوم سلاح الجو الملكي البريطاني الشامل على خطوط إمداد المحور والتي، مع وصول قاذفات القنابل الثقيلة التابعة للقوات الجوية الأمريكية (USAAF)، يمكن أن تصل إلى بنغازي. على الرغم من أن الإمدادات التي تم الاستيلاء عليها أثبتت فائدتها، إلا أن المياه والذخيرة كانت تعاني من نقص مستمر، بينما أدى نقص النقل إلى إعاقة توزيع الإمدادات التي كانت تمتلكها قوات المحور.

### خطة محور الهجوم
كانت خطة روميل لفرقة الضوء 90 وفرقة بانزر 15 و 21 من أفريكا كوربس لاختراق خطوط الجيش الثامن بين صندوق العلمين ودير الأبيض (التي كان يعتقد أنه تم الدفاع عنها). بعد ذلك، كانت فرقة الضوء 90 تنحرف شمالًا لقطع الطريق الساحلي واحتجاز المدافعين عن صندوق العلمين (الذي اعتقد رومل أنه احتلته بقايا فرقة المشاة الخمسين) وأن تنحرف أفريكا كوربس إلى اليمين لمهاجمة الجزء الخلفي من الثالث عشر. فيلق.

## مشاكل الإمدادات
- بقدر ما كان ابتعاد قوات المحور عن 592 كم عن طبرق يعتبر نصراً، لكنه في نفس الوقت مثل مشكلة إذ أن عليها أن تقوم بإيصال الإمدادات عبر تلك المسافة، ولأن الطاقة الاستيعابية لميناء طبرق لم تكن كافية، كانت بعض الإمدادات تصل عن طريق بنغازي، التي تبعد حوالي 1050 كم عن الجبهة، مما يتطلب قدراً كبيراً من الوقود لإيصال تلك الإمدادات. في نفس الوقت لم يكن ميناء السويس، ميناء الإمدادات الرئيسي للبريطانيين، يبعد عن الجبهة سوى 215 ميلاً (344 كم).
- ظلت قوات رومل تعاني من تلك المشكلة طوال الأشهر الأربعة اللاحقة.

## معركة العلمين

رومل على غلاف مجلة تايم (13 يوليو 1942) أثناء زحفه نحو مصر، وتهديده لقناة السويس.

على مدى حوالي أربعة أسابيع من شهر يوليو 1942 وقعت مجموعة من المعارك في منطقة العلمين، وسميت مجموع تلك المعارك باسم معركة العلمين الأولى. وقد تمثل السياق العام لتلك المعارك بتركيز قوات الجيش الثامن البريطاني هجومها على الوحدات الإيطالية من قوات مما أدّى إلى انهيار الأخيرة، وكاد يؤدي انهيارها إلى انهيار الجبهة بكاملها لولا التدخل الألماني الذي أوقف هجمات الجيش الثامن بصعوبة.

### المعركة الأولى 1-3 يوليو
- بدأت قوات المحور هجومها في الساعات الأولى من يوم 1 يوليو، وقد لقيت الفرقة 21 بانزر (التابعة لفيلق أفريقيا مقاومة قوية من وحدات هندية في دير الشين (جنوب العلمين)، وتوقف تقدم هذه الفرقة بسبب حقول الألغام الكبيرة التي واجهتها. ثم استأنفت هذه الفرقة هجومها في وقت لاحق، واستطاعت احتلال الجزء الأكبر من دير الشين في الساعة (16.00) من نفس اليوم.
- أما الفرقة الألمانية 90 الخفيفة، فكانت قد بدأت هجومها في الساعة (3.20) من فجر يوم 1 يوليو، ثم توقفت الساعة (7.00) أمام خط العلمين القوي. ثم استأنفت هجومها في الساعة (16.00) من نفس اليوم، حيث لقيت قصفاً بريطانياً مركزاً، إلى درجة طلبها النجدة من قيادة جيش المحور لعجز مدفعيتها عن فعل أي شيء. وتلقت هذه الفرقة مجموعة قتالية مساندة، لكن القصف البريطاني أجبرها على التوقف مرة أخرى.
- في يومي 2 و3 يوليو كان الموقف مشابهاً للقوات الألمانية، حيث كان القصف المركز للجانب البريطاني يجبرها على التوقف.
- في 3 يوليو تعرضت فرقة أريتي الإيطالية لهجوم نيوزلندي أدّى إلى انهيارها، وبالكاد استطاعت القوات الألمانية صد هذا الهجوم.
- في ضوء هذه الظروف اضطر رومل إلى إيقاف هجومه عدة أيام.
- خلال تلك الأيام (4 إلى 8 يوليو) قام البريطانيون بهجمات محدودة تم صدها بنجاح.

### المعركة الثانية 9-17 يوليو

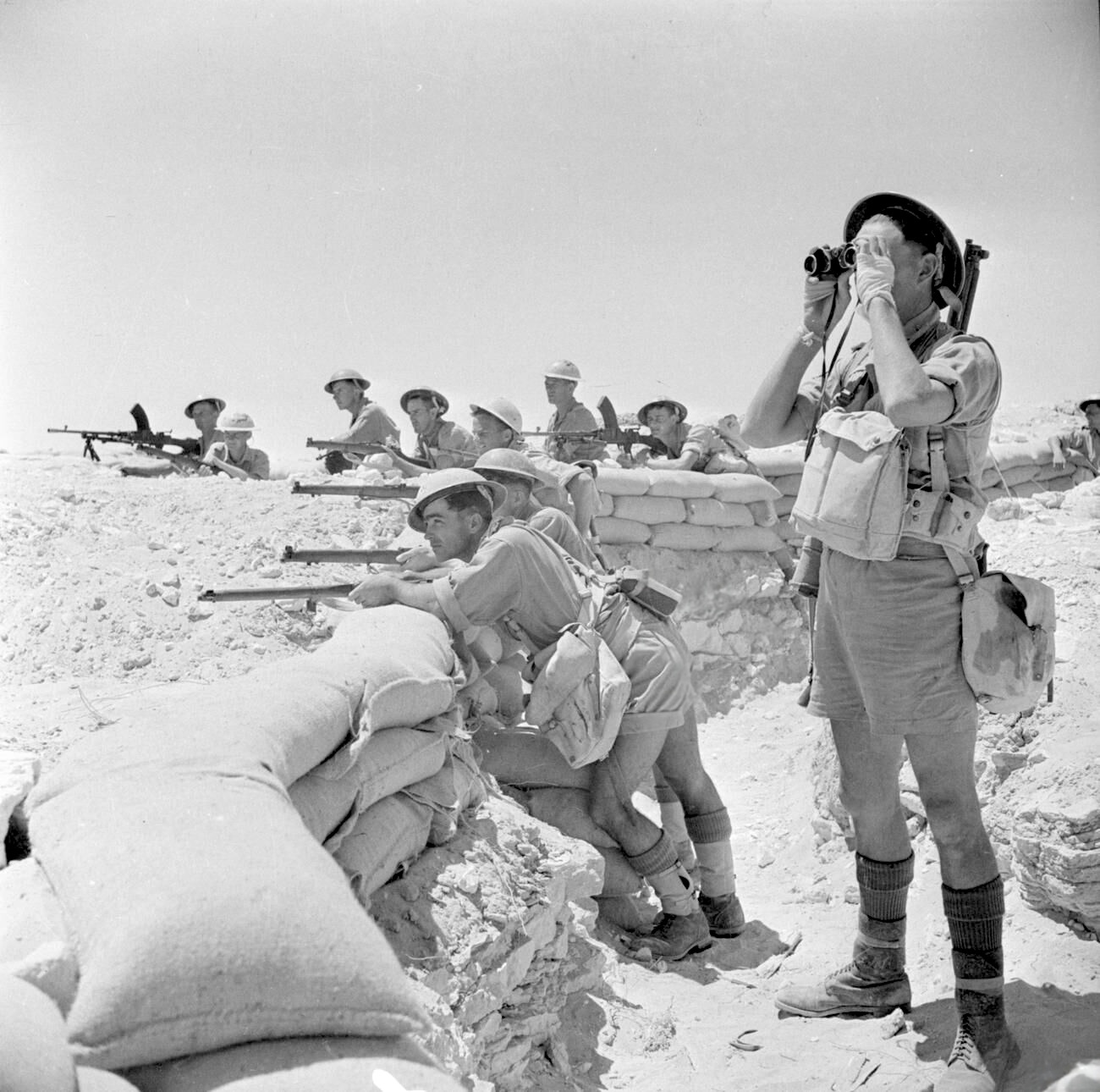
مشاة بريطانيون يتخذون موقفاً دفاعياً يوم 17 يوليو 1942

- في صباح 9 يوليو هاجمت فرقة البانزر 21، وفرقة ليتوريو الإيطالية قارة العبد التي يحتلها النيوزلنديون، وتمكنوا من احتلالها.
- في الساعة (5.00) من صباح يوم 10 يوليو تعرضت فرقة سابراتا الإيطالية إلى هجوم كبير من الجيش الثامن أدّى إلى انهيارها، فاضطر رومل أيضاً إلى إرسال وحدات ألمانية لغرض إنقاذ الموقف كما حدث سابقاً.
- تكرر مشهد مشابه عندما هجم الجيش الثامن على فرقة تريستا الإيطالية، مما أدّى إلى انهيار جزء منها، واضطر رومل أيضاً إلى سحب قوات ألمانية لإيقاف الهجوم.
- شنت القوات الألمانية هجوماً جديداً يوم 13 يوليو، لكنه فشل أمام قصف عنيف من وحدات أسترالية. ثم استأنف الهجوم الألماني في اليوم التالي، واستمر القتال حتى الليل.
- في ليلة 14-15 يوليو هجم الجيش الثامن على على فرقة بريسكا الإيطالية، وتكرر نفس المشهد: انهيار إيطالي، اختراق بريطاني تم صده في النهاية بقوات ألمانية.
- في يوم 15 يوليو استولى الجيش البريطاني عل ى دير الشين، وفي اليوم التالي هجم على بقايا فرقة سابراتا الإيطالية، واستولى على كثير من جنودها.
- في صباح 17 يوليو هجم الأستراليون على وحدات إيطالية أخرى، واستطاعوا اختراقها وأسر عدد كبير من جنودها، لكن هجومه في المساء على فرقة ترينتو الإيطالية لم يلاق نفس النجاح إذ تمكنت مدفعية الفرقة من صده.
- ساد الهدوء على الجبهة من 18 إلى 21 يوليو.

### المعركة الثالثة 21-22 يوليو
في ليلة 21-22 يوليو قام الجيش البريطاني بهجوم جديد حقق نجاحاً في البداية، لكن قوات المحور تمكنت من صده، كما تجدد الهجوم البريطاني حوالي الساعة (8.00) من صباح 22 يوليو، استطاعوا اختراق قوات المحور في دير الشين، لكن حدة الهجوم خفت مع مرور الوقت، ومع تعرض البريطانيين لخسائر في الدبابات بلغت تقريباً 140 دبابة، إلى أن توقف الهجوم.

### المعركة الرابعة 26 يوليو
هجمت وحدات أسترالية بمساندة جوية بريطانية في ليلة 26 يوليو على مدق العلمين-أبو دويس، ونجحوا في اختراق قوات المحور بادئ الأمر، لكن قوات المحور صدت الهجوم في النهاية، ثم أجبرت القوات المهاجمة على التراجع.

## ما بعد المعركة
- تكبد الطرفان في هذه المعركة خسائر كبيرة من الجنود والدبابات، لكن ليس المهم هو الخسائر وإنما ما تحقق من أهداف لكل طرف، فإن فشل أوكنلك في الوقت الحالي في طرد قوات المحور، لكنه نجح في إيقاف زحفهم، وأنقذ بذلك الإسكندرية، وقناة السويس من الوقوع في قبضتهم.
- ومع ذلك فإن رأي رئيس الوزراء البريطاني ونستون تشرشل كان على ما يبدو أن قوات المحور تقدمت أكثر مما يجب، وهو ما يُعتبر فشلاً يستوجب عزل أوكنلك في أغسطس 1942، واستبداله بقائدين جديدين هما هارولد ألكسندر وبرنارد مونتغمري.
- ساد الجبهة هدوء طوال شهر أغسطس تقريباًُ إلى أن قام رومل بشن هجومه الجديد المعروف باسم معركة علم حلفا في 31 أغسطس 1942. لكن هذا الهجوم فشل، فلم يجد رومل أمامه سوى انتظار هجوم مونتغمري الجديد وهو الهجوم المعروف باسم معركة العلمين الثانية في 23 أكتوبر 1942.